# مبنى الرجل الميت
بيت الرجل الميت، بالإنجليزية Dead Man's Folly، رواية تحقيق من تأليف أغاثا كريستي، نشرت لأول في الولايات المتحدة في أكتوبر 1956، وفي 5 نوفمبر من نفس العام في المملكة المتحدة. ظهرت في الرواية شخصيتا هيركيول بوارو وأريادني أوليفر.

## ملخص الحبكة
استُدعي بوارو إلى منزل «ناس» في ديفون بواسطة أريادني أوليفر، التي تقوم بتنظيم لعبة «القتل العمد» كجزء من احتفال صيفي في اليوم التالي. أوضحت السيدة أوليفر أن الجوانب الصغيرة من خططها الخاصة ب «القتل العمد» قد تغيرت بناءً على طلبات من الناس في المنزل، حتى أن الجريمة الحقيقية لن تفاجئها.
يمتلك السير جورج ستوبس الثري منزل «ناس». وزوجته الأصغر سنًا تدعى هاتي الجميلة، السيدة ستوبس. إنها تبدي اهتمامًا فقط بالملابس الراقية والمجوهرات، وتبدو بسيطةً للجميع باستثناء سكرتيرة زوجها، الآنسة برويس، التي ترى ما وراء مظهر هاتي الخارجي ولكنها تناقض نفسها بسبب مشاعرها تجاه صاحب عملها، السير جورج. قُدّمت هاتي وجورج للحضور من قبل أيمي فاليات، وهي آخر أفراد العائلة التي امتلكت العقار لعدة قرون، وهي أرملة، وفقدت ابنيها خلال الحرب. اضطرت إلى بيع منزل الأجداد والأراضي بسبب ارتفاع ضرائب انتقال الملكية بشكل جنوني في فترة ما بعد الحرب. أخذت اليتيمة هاتي، وقدمتها إلى المجتمع. تستأجر السيدة فاليات عقارًا. ويتواجد مايكل وايمان، وهو مهندس معماري، في الموقع بهدف تصميم ملعب تنس؛ لكنه ينتقد الموقع باعتباره غير مناسب. يصيح السير جورج على ثلاثة سياح لتعديهم على ممتلكاته الخاصة؛ وهم: امرأة هولندية وامرأة إيطالية ورجل يرتدي قميصًا مزينًا بالسلاحف.
تتلقى هاتي في يوم الاحتفال، رسالةً من ابن عمها، ايتيان دي سوزا، يقول فيها أنه قادم اليوم؛ وتبدو مستاءةً للغاية من زيارته المفاجئة. تنتظر الفتاة من جمعية مرشدات المملكة المتحدة المحلية، مارلين تاكر، في القاعة الصغيرة أن تمثل الضحية الميتة عندما يجد اللاعب المفتاح للدخول. وكانت أول زائر لها هي الآنسة برويس حاملةً صينيةً من المرطبات في وقت الشاي، وذلك بناءً على طلب هاتي. يكتشف بوارو مع السيدة أوليفر، أن مارلين ميتة في المعبد. ولم يتمكنوا من العثور على هاتي. وتقدّم السيدة أوليفر العديد من النظريات لشرح القتل والاختفاء، بينما تحصر الشرطة مع بوارو المجال من جميع الذين حضروا الاحتفال، إلى أولئك المطلعين على اللعبة. يركز التحقيق أولاً على ايتيان دي سوزا وباختصار على أماندا برويس. يزور بوارو ديفون مرة أخرى بعد أسابيعٍ من عدم التقدم، ليعلم أن هاتي لا تزال مفقودةً. وكان ميرديل، البحَّار المسن الذي غرق، هو جد مارلين. يضع بوارو العديد من الأدلة المتفرقة: رأى جد مارلين جثة امرأة في الغابة. تلقت مارلين مبالغ صغيرة من المال تستخدم لإجراء عمليات شراء صغيرة، والآن في حوزتها أختها الصغرى. كان ميرديل قد أخبر بوارو أنه «سيكون هناك دائمًا فاليات في بيت ناس».
أوضح بوارو أن السير جورج ستوبس هو في الحقيقة جيمس الابن الأصغر لأيمي فاليات، وهو هاربٌ من الحرب. وقد عرفته السيدة فاليات على هاتي الثرية والساذجة، على أمل أن يكون الزواج مفيدًا لكليهما. لكن جيمس سلبَ هاتي مالها لإثبات هويته الجديدة وشراء منزل العائلة القديم. لكن كان من غير المعروف بالنسبة للسيدة فاليات، أن جيمس قد تزوج من امرأة إيطالية شابة بعد هروبه من الحرب. قتل جيمس هاتي الحقيقة بعد وقتٍ قصيرٍ من زواجهما، ثم لعبت زوجته الإيطالية دور هاتي بعد ذلك. لقد علمت مارلين تاكر الهوية الحقيقية لجورج ستوبس من جدها. قُتل كل منهما على حدة، على الرغم من أن وفاة الرجل العجوز كانت مصادفة. وفي اليوم السابق على الاحتفال، مثَّلت هاتي المزيفة دور سائحةٍ إيطاليةٍ مقيمةٍ في النزل القريب. وكانت تنتقل بين الدورين بشكل متكرر على مدار 24 ساعة.

## الشخصيات
- هيركيول بوارو، المحقق البلجليكي المشهور.
- أريادني أوليفر، كاتبة الروايات البوليسية المشهورة.
- المحقق بلاند، المكلف بالقضية.
- السيد جورج ستوبس، مالك منزل «ناس» الذي تجري به أحداث الرواية.
- هاتي، الليدي ستوبس، زوجة جورج.
- ايتيان دي سوزا، قريب الليدي ستوبس.
- أماندا برويس، سكرتيرة جورج.
- أيمي فاليات، عائلتها كانت المالك القديم لمنزل «ناس».

## الاقتباس
- تم اقتباس فيلم من الرواية عام 1986 من بطولة بيتر أوستينوف بدور هيركيول بوارو.
- تم اقتباس إحدى حلقات مسلسل «أغاثا كريستي بوارو» من الرواية عام 2013،[1] وقد تم تصوير الحلقة في منزل أغاثا كريستي بديفون.
- تم اقتباس لعبة فيديو من الرواية عام 2009.

## العناوين العالمية
حافظت بعض الترجمات على العنوان الأصلي، وتم تغييره في ترجمات أخرى، مثل «بوارو يلعب لعبة» في الترجمة الفرنسية، «الضحية الأخيرة» في الترجمة التركية، «حفلة الجريمة» في الترجمة الإيطالية.
قام الاديب الراحل عمر عبد العزيز أمين بترجمة الرواية تحت عنوان «عدو بلا وجه» ونشرت من دار ميوزيك للطبع والنشر. وتحمل الرواية الرقم (63) ضمن السلسلة.

## روابط خارجية
- معلومات حول الرواية في الموقع الرسمي لدار الأجيال (باللغة العربية).
- معلومات حول الرواية في الموقع الرسمي لأغاثا كريستي (باللغة الإنجليزية).
- معلومات حول الفيلم المقتبس من الرواية عام 1986.
- معلومات حول حلقة مسلسل «أغاثا كريستي بوارو» المقتبسة من الرواية.
- معلومات حول لعبة الفيديو المقتبسة من الرواية.